# Георги Лаков
Георги Лаков е български революционер, деец на Вътрешната македоно-одринска революционна организация.

## Биография
Георги Лаков е роден в 1890 година в просеченското село Плевня, тогава в Османската империя, днес в Гърция. Завършва V клас. Става член на ВМОРО и е четник на Тодор Паница.
По време на Балканската война е доброволец в Македоно-одринското опълчение в 4 рота на 13 кукушка дружина.
След войните става деец на Македонската федеративна организация. По време на Неврокопската акция на ВМРО през октомври 1922 година, заедно с Паница, Яне Богатинов и Кочо Павлов оказва съпротива на ВМРО и успява да се спаси. Първоначално е в Драмско, Гърция, след това заминава за Югославия и заедно с Кръсте Делипапазов и Кочо Павлов се установява в Горни Милановац, където според Иван Михайлов, получават по хиляда динара от Белград.
След Деветосептемврийския преврат е околийски управител в Неврокоп, и като такъв участва в насилствената македонизация в Пиринска Македония.